# Bryan Donaldson
Bryan Donaldson (* 27. November 1973 in Michigan) ist ein US-amerikanischer Informatiker und Autor.

## Leben
Donaldson kam im Bundesstaat Michigan zur Welt, zog aber im Alter von vier Jahren mit seinen Eltern in eine Kleinstadt nördlich von Peoria in Illinois. Donaldson studierte Informatik an der University of Illinois. Anschließend war er 20 Jahre lang in der IT-Branche tätig, zuletzt seit 2003 am Hauptsitz der Versicherung Country Financial in Bloomington. Dort betreute er die Linux- und Unix-Systeme des Unternehmens. Mit seiner Familie lebte er in East Peoria.
Im Oktober 2013 wurde Donaldson von den Produzenten der neuen NBC-Talkshow Late Night with Seth Meyers zu einem Bewerbungsgespräch nach New York City geladen, nachdem diese auf seine humoristischen Twitter-Beiträge aufmerksam geworden waren. Er erhielt eine Zusage und gehört seit Anfang Dezember 2013 zum Autorenstab der Show, die erstmals im Februar 2014 ausgestrahlt wurde. In dieser Funktion schrieb er auch für die jeweils von Meyers moderierten Verleihungen der Primetime Emmy Awards 2014 sowie der Golden Globe Awards 2018.

## Berichterstattung
Die Verpflichtung Donaldsons durch NBC erfuhr in den Vereinigten Staaten eine nicht unerhebliche mediale Aufmerksamkeit. Das lag zum einen an der damals noch unkonventionellen Rekrutierung über die sozialen Medien – anstatt über Manager und Agenten, wie es in der Fernsehbranche üblich ist. Der Late Night-Headwriter und -Produzent Alex Baze äußerte dahingehend: „Wenn ich mir jemandes Twitter anschaue, kann ich sehen, was er während der letzten zwei Jahre gemacht hat. Du bekommst ein sehr viel vollständigeres Bild davon, wie er schreibt. Es ist, als würdest du durch jemandes Comedy-Notizbuch blättern.“ Meyers kam zu einer ähnlichen Einschätzung: „Twitter hat den Prozess demokratisiert. Wir haben uns früher kleinere Arbeitsproben angesehen. Jetzt kannst du zurückschauen und sehen, was eine Person im letzten Kalenderjahr witzig fand.“ Ferner bemerkte er: „Du liest ihre Tweets der letzten sechs Monate und du kannst sofort ermessen, ob sie einen tollen Sinn für Humor haben.“ Ein weiterer Grund für das Medieninteresse war Donaldsons Herkunft. Er entstammt nicht den Megaregionen Boswash und Sansan und hatte noch keinerlei Berührungspunkte mit den dortigen Unterhaltungsindustrien. Vielmehr lag seine bisherige Heimat im sogenannten Flyover Country. Seine Arbeit im Autorenteam von Seth Meyers wurde somit auch als Beispiel für die von den sozialen Medien geförderte, zunehmende soziale Durchlässigkeit des Arbeitsmarktes betrachtet.

## Auszeichnungen
Hinweis: Jeweils als Mitglied des Autorenteams von Late Night with Seth Meyers

Gewonnen
- Critics’ Choice Television Award – Best Talk Show: 2020, 2021

Nominiert
- Primetime Emmy Award – Outstanding Writing for a Variety Series: 2017, 2018, 2019, 2020
- Writers Guild of America Award for Television – Comedy/Variety Talk Series: 2016, 2017, 2018, 2019, 2020, 2021
- TCA Award – Outstanding Achievement in Sketch/Variety Shows: 2018, 2019, 2020, 2021